# امیلیا فاکس
امیلیا رز الیزابت فاکس (انگلیسی: Emilia Rose Elizabeth Fox؛ زاده ۳۱ ژوئیهٔ ۱۹۷۴) بازیگر انگلیسی است. او از سال ۱۹۹۵ میلادی تاکنون مشغول فعالیت بوده‌است.
از فیلم‌هایی که امیلیا فاکس در آن نقش داشته‌است، می‌توان به ببر و برف، پیانیست، بازپرداخت و همچنین سریال‌هایی مثل مرلین، هلن تروآ، باروت، خیانت و دسیسه و هنری هشتم اشاره‌کرد.